# Лабода
Лабо́да (груз. ლაბოდა, осет. Лæбода) — одна из вершин Северной Осетии (4313 или 4320 м.), расположена на границе с Грузией, между перевалом Штула (на западе) и Караугомским ледником (на востоке). Одна из вершин главного хребта Большого Кавказа, вблизи истока реки Риони. Гора сложена кристаллическими породами, её склоны изъедены карами, рассечены глубокими трещинами и лавинными желобами. На горе Лабода расположен ледник Масота, откуда берёт своё начало река Урух.
В 1962 году группа Рустема Абдураманова совершила восхождение на г. Лабода.